# 大塚淳 (音楽家)
大塚 淳（おおつか すなお、1885年（明治19年）1月19日 - 1945年）は日本の指揮者。

## 来歴
代々医師の家系の一人息子として生まれる。父は医師大塚長寿郎正心。
東京音楽学校（後の芸大）入学バイオリン専攻。卒業後、同校教授となる。明治39年東京音楽学校の生徒時、慶應義塾ワグネル・ソサィエティー・オーケストラの初代指揮者となり、以後、渡満するまで指揮者を務めた（石坂洋次郎「日本はカルーソーを失ったという話」内に慶應ワグネル・ソサエティ入部の下りがある）。

### 満州国での活動
1938年（昭和13年）、満州国新京市からの招聘により満州国国立音楽学校創設のため渡満する。渡満前に慶應ワグネル・ソサエティ第60回定期公演「ベートーヴェンの夕」に指揮棒を揮う。
1938年（昭和13年・満州歴・康徳4年）12月22日記念すべき演奏会「新京交響楽団第一回演奏会」（主催新京音楽協会”後の新京音楽院”・於記念公会堂）が開催された。
- 指揮者：大塚淳 ／テノール：細田透 ／ ソプラノ：清水英子 ／ ピアノ：和泉初音
- 第一部 - 交響曲第七番／ソプラノ独唱／テノール独唱
- 第二部 - 歌劇アルルの女／交響曲黎明（合唱付組曲淸瀨保二作曲）／美しき碧きダニーブ

その後、会場を「満鉄社員倶楽部」「協和会館」等も使用し康徳6年5月29日まで毎月のように開催された記録がある。

## 家族
妻恒子との間に貴美子、恵美子、楠男（長男）、橘子、菊男（次男1920－1945、戦死）、竜男（三男1922－1998）、堯士（四男タカシ 1927－1999）、正子、寿子、正和（五男1932－2018）、正枝の5男6女合計11人の子をもうけた。長男楠男はチェロを専攻し作曲、NHK等の交響楽団、映画音楽監督の活動をし1975年没。三男、四男、五男は戦後、ハワイアンバンド「大塚竜男とパームセレナーダス」を結成し映画「太陽の季節」出演、エセル中田との「カイマナヒラ」のヒット等、テレビ、ラジオ、レコード等で活躍した。